# Gombongsari
Gombongsari is een bestuurslaag in het regentschap Karawang van de provincie West-Java, Indonesië. Gombongsari telt 2184 inwoners (volkstelling 2010).